# David Milch
Pour les articles homonymes, voir Milch.
 (avril 2022).
Si vous disposez d'ouvrages ou d'articles de référence ou si vous connaissez des sites web de qualité traitant du thème abordé ici, merci de compléter l'article en donnant les références utiles à sa vérifiabilité et en les liant à la section « Notes et références ».
David Milch est un auteur, réalisateur et producteur américain de série télévisée né le 23 mars 1945 à Buffalo, dans l'État de New York (États-Unis). Il est connu pour avoir créé en 1992 la série New York Police Blues et Deadwood en 2003.

## Biographie
David Milch est né en 1945 à Buffalo (État de New York). Son père était chirurgien comme son frère mais celui ci est également directeur de l'hôpital de Buffalo. 
Titulaire d’un B.A de  l’Université Yale et d’un Master de l’Université de l’Iowa, David Milch a commencé sa carrière comme professeur de littérature anglaise à l’Université Yale. 
Durant ces années, il contribua à la rédaction de plusieurs manuels de littérature. Il publia également des textes poétiques et des fictions dans différents journaux (The Atlantic Monthly, The Southern Review).
En 1982, il écrit un scénario pour la série Capitaine Furillo, intitulé Trial By Fury. Il s'agit du premier épisode de la troisième saison, qui remporta un Emmy Award, un Writers Guild Award, et le Humanitas Prize. David Milch était alors toujours à l'université Yale.
Le succès de ce premier script lança la carrière de David Milch comme auteur pour la télévision. Il travailla alors cinq saisons pour Capitaine Furillo, commençant comme éditeur de script, puis comme producteur exécutif. Avec cette série, il gagne encore deux Writers Guild Awards, un deuxième Humanitas prize, et un autre Emmy.
En 1987, il créa Beverly Hill Buntz (), un spin-off de Hill street Blues (dans laquelle joue Dennis Franz, l'une des stars de New York Police Blues). En 1989, Milch devient producteur exécutif de la série Capital News (), avec Lloyd Bridges.
Milch créa New York Police Blues avec Steven Bochco en 1992, et travailla comme producteur exécutif sur cette série pendant sept saisons. La première saison reçut 26 nominations aux Emmy, ce qui reste un record à ce jour. La saison 1995/1996 gagna l’Emmy de la Best Drama Series.
En même temps, Milch créa Brooklyn South, une autre série policière. Il coécrit TRUE BLUE: The Real Stories Behind NYPD Blue avec le producteur de la sérié, Bill Clark. Il fut également consultant sur deux autres séries de Steven Bochco : Murder One () et Total Security ().
En 2004, Milch travaille sur Deadwood, une série dramatique sur le thème du western, pour HBO. Cette série est basée sur des faits réels, survenus dans la petite ville minière de Deadwood (Dakota du Sud) durant les années 1870. Milch est créateur, auteur de plusieurs scénarios, et producteur exécutif. La série sera annulée par HBO au bout de 3 saisons, alors qu'une quatrième était prévue pour conclure la série. 
En 2007 David Milch crée John from Cincinnati pour HBO, une série fantastique se passant dans le milieu des surfeurs, à Imperial Beach en Californie. La série sera annulée à la fin de sa première saison. 
Après avoir initié la série Last of the Ninth, abandonnée en cours de production, David Milch travaillait en 2010  sur une nouvelle série, toujours sur HBO : Luck, dans le milieu des chevaux de course, avec Dustin Hoffmann comme personnage principal. La série s’arrêta à la fin de la saison une, après la mort de trois chevaux. 
Il est aussi rattaché à l'adaptation cinématographique du jeu vidéo Heavy Rain, prévue pour 2012, mais qui n’a pas abouti.
En août 2017, il a proposé à HBO le script d’une version cinéma de Deadwood : Deadwood, le film, sorti en mai 2019, nommé aux Emmy 2019. (en)
En 2019, il est associé à Nic Pizzolato pour la troisième saison de True Detective.
David Milch est marié à la documentariste Rita Stern, lauréate d’un Emmy Award avec qui il a trois enfants. On lui diagnostique la maladie d’Alzheimer en 2015. En 2022 il publie ses mémoires : Life´s work.

## Filmographie

### Auteur
La date indiquée est la date de création et/ou de première diffusion américaine.
- 1983 : Capitaine Furillo.
- 1990 : Capital News. Créateur de la série.
- 1993 : New York Police Blues. Créateur de la série.
- 1995 : Murder One.
- 1997 : Total Security. Créateur de la série.
- 2001 : Big Apple.
- 2005 : Deadwood. Créateur de la série.
- 2007 : John from Cincinnati. Créateur de la série, scénariste.
- 2009 : Last of the Ninth. Créateur de la série, scénariste.
- 2012 : Luck
- 2013 : The Money
- 2019 : True Detective
- 2019 : Deadwood: Le Film

### Producteur
La date indiquée est la date de création et/ou de première diffusion américaine.
- 1990 : Capital News. Producteur.
- 1993 : New York Police Blues. Producteur exécutif.
- 1997 : Brooklyn South. Producteur exécutif.
- 2001 : Big Apple. Producteur exécutif.
- 2005 : Deadwood. Producteur exécutif.
- 2019 : Deadwood: Le Film. Producteur exécutif.